# Indicatif régional 325

Carte de l'État du Texas avec les territoires de ses indicatifs régionaux. L'indicatif régional 325 est en blanc.

L'indicatif régional 325 est l'un des multiples indicatifs téléphoniques régionaux de l'État du Texas aux États-Unis.
Cet indicatif dessert les régions de Abilene et de San Angelo.
La carte ci-contre indique en blanc le territoire couvert par l'indicatif 325.
L'indicatif régional 325 fait partie du plan de numérotation nord-américain.

## Comtés desservis par l'indicatif
Brown, Callahan, Coke, Coleman, Comanche, Concho, Crockett, Fisher, Irion, Jones, Kimble, Llano, Mason, McCulloch, Menard, Mills, Mitchell, Nolan, Reagan, Runnels, San Saba, Schleicher, Scurry, Shackelford, Sterling, Sutton, Tom Green et Taylor

## Villes desservies par l'indicatif
Abilene, Albany, Anson, Avoca, Baird, Ballinger, Bangs, Barnhart, Big Lake, Blackwell, Blanket, Brady, Bronte, Brookesmith, Brownwood, Buffalo Gap, Burkett, Carlsbad, Cherokee, Christoval, Clyde, Coleman, Colorado City, Comanche, Doole, Dyess AFB, Early, Eden, Eldorado, Eola, Fredonia, Goldsboro, Goldthwaite, Goodfellow AFB, Gouldbusk, Gustine, Hamlin, Hawley, Hermleigh, Ira, Junction, Kingsland, Lawn, Llano, Lohn, London, Loraine, Lueders, Maryneal, Mason, Mc Caulley, Melvin, Menard, Mereta, Merkel, Mertzon, Miles, Millersview, Moran, Mullin, Nolan, Norton, Ovalo, Ozona, Paint Rock, Pontotoc, Priddy, Putnam, Richland Springs, Robert Lee, Roby, Rochelle, Rockwood, Roosevelt, Roscoe, Rotan, Rowena, San Angelo, San Saba, Santa Anna, Snyder, Sonora, Stamford, Sterling City, Sweetwater, Sylvester, Tennyson, Tow, Trent, Tuscola, Tye, Valera, Veribest, Voca, Wall, Water Valley, Westbrook, Wingate, Winters et Zephyr